# أليساندرو نونس
أليساندرو نونس (بالبرتغالية: Alessandro Nunes Nascimento‏) (مواليد 2 مارس 1982)، هو لاعب كرة قدم كان يلعب كمهاجم.

## وصلات خارجية
- أليساندرو نونس على موقع رابطة كرة القدم اليابانية للمحترفين (اليابانية)
- أليساندرو نونس على موقع قاعدة بيانات كرة القدم.إي يو (الإنجليزية)
- أليساندرو نونس على موقع Soccerway.com (الإنجليزية)
- أليساندرو نونس على موقع عالم كرة القدم.نت (الإنجليزية)